# Rowlandius ubajara
Rowlandius ubajara ist ein rötlich-brauner, wenige Millimeter großer Zwerggeißelskorpion (Schizomida). Er wurde im Nordosten Brasiliens von einem Team um Adalberto Santos in einer Kalksteinhöhle im Ubajara-Nationalpark entdeckt.

## Merkmale
Die Beschreibung der Art erfolgte anhand weniger Männchen und Weibchen der Art, die alle in der gleichen Höhle gefunden wurden. Der Holotyp, ein Männchen, hat eine Gesamtlänge von 2,72 Millimetern. Das Prosoma ist 1,27 Millimeter, das Opisthosoma 1,7 Millimeter lang. Das Propeltidium, das Teile des Prosomas und die vorderen Segmente des Opisthosomas bedeckt, hat eine Länge von 1,02 Millimetern und war 0,56 Millimeter breit. Das als Paratypus beschriebene Weibchen war mit einer Gesamtlänge von 4,12 Millimetern deutlich größer, hier entfallen 1,7 Millimeter auf das Prosoma, 2,42 Millimeter auf das Opisthosoma und 1,23 Millimeter auf das Propeltidium.
Das Propeltidium des Männchens ist blassbraun und besitzt je ein anteriores und posteriores Borstenpaar, die Cheliceren und die Pedipalpen sind leuchtend rotbraun und das Opisthosoma ist grünlich-braun. Bei den Weibchen ist das Prosoma, der Pedipalpus und das erste Beinpaar rotbraun. Augenflecke und damit Lichtsinnesorgane fehlen vollständig. Die Tergite I bis IX des Opisthosomas haben jeweils ein dorsales Borstenpaar, die Tergite X und XI besitzen zwei seitliche Borstenpaare und eine ventrale Serie von fünf Borsten. Die Segmente XI und XII sind teleskopartig ausgebildet. Der feste Finger der Chelicere beim Männchen hat vier Zähne und beim Weibchen fünf Zähne, von denen jeweils der ventrale der längste ist. Der bewegliche Finger besitzt eine nur undeutliche Bezahnung. 
Weitere Merkmale betreffen die Beborstung der Gliedmaßen und des Flagellums sowie die Verhältnisse der einzelnen Gliedlängen der Gliedmaßen.

## Lebensraum und Lebensweise

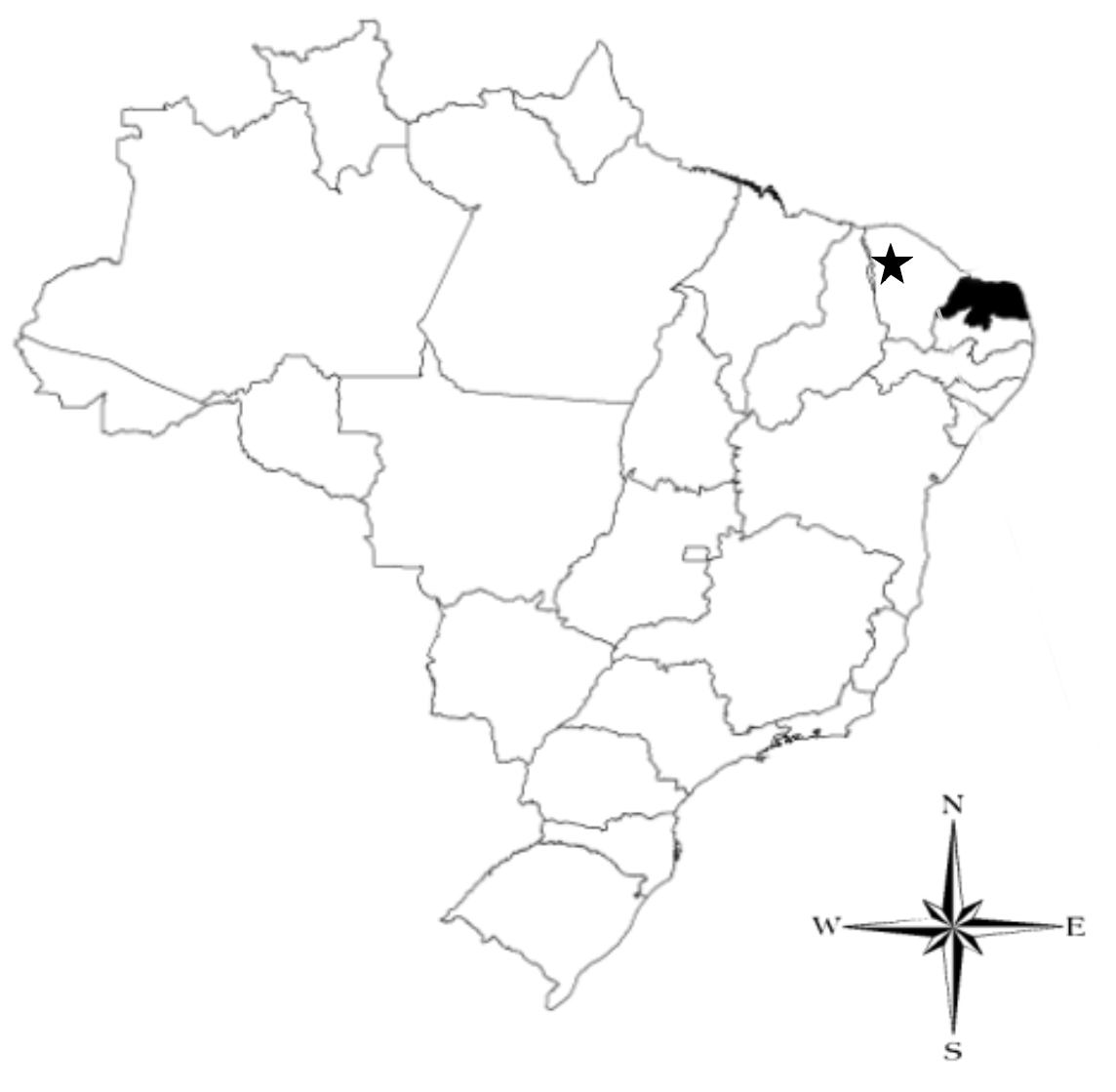
Fundorte für Rowlandius ubajara (Stern) und Rowlandius potiguar (Fläche) in Brasilien

Die Art wurde bislang nur in einer feuchten und kalten Kalksteinhöhle, der Gruta de Ubajara, im Nationalpark Ubajara im Bundesstaat Ceará im Nordosten von Brasilien gefunden. Ein Teil der äußeren Höhle ist für Besucher erschlossen und wird mit Lampen beleuchtet. Die Tiere wurden im inneren Teil der Höhle gefunden, die aus einem einzelnen Höhlenstrang mit einem Bachlauf besteht. Die durchschnittliche Temperatur in diesem Höhlenbereich liegt bei 23,5 °C, die Luftfeuchtigkeit bei 99 %.
Die Tiere ernähren sich wahrscheinlich von Springschwänzen (Collembola) und Staubläusen (Psocoptera), die sich selbst wiederum vom Fledermausguano der in der Höhle lebenden, weitgehend insektivoren Fledermäuse ernähren. Die Population wird als klein eingestuft, bei der Sammlung konnten nur zehn Individuen gefunden werden.
Die Tiere sind an das Leben in Höhlen angepasst, allerdings wird vom Fehlen der Augen nicht zwingend auf eine Höhlenanpassung geschlossen, da das Fehlen solcher Organe keine Besonderheit bei Zwerggeißelskorpionen ist und die visuelle Orientierung auch bei anderen, nicht troglobionten Arten eine untergeordnete Rolle spielt.

## Systematik
Rowlandius ubajara wurde gemeinsam mit Rowlandius potiguar 2013 von einer Forschergruppe um Adalberto Santos von der Bundesuniversität von Minas Gerais als eigenständige Art beschrieben. Beide Arten wurden in die 1995 beschriebene Gattung Rowlandius eingeordnet, die aus 54 bekannten Arten besteht und vor allem auf den Inseln der Karibik verbreitet ist.
Die Benennung der Art erfolgte nach dem Fundort im Nationalpark Ubajara.